# Hay River North
Hay River North est une circonscription électorale territoriale canadienne de l'Assemblée législative des Territoires du Nord-Ouest.
L'un des deux circonscriptions correspond à la communauté de Hay River. 
Tous les candidats sont indépendants étant donné qu'il n'y a aucun parti politique à l'Assemblée législative des Territoires du Nord-Ouest.

## Liste des députés
|  | Nom             | Élu  | Fin du fonction |
|  | Paul Delorey    | 1999 | 2011            |
|  | Robert Bouchard | 2011 | présent         |

## Résultats des élections

### Élection de 2011
| Élection générale ténoise de 2011 |                  |      |   |
|                                   | Nom              | Vote | % |
|                                   | Robert Bouchard  | 363  |   |
|                                   | Roy Courtoreille | 265  |   |
|                                   | Beatrice Lepine  | 133  |   |

### Élection de 2007
| Élection générale ténoise de 2007 (en) |              |      |         |
| [ 1 ]                                  | Nom          | Vote | %       |
|                                        | Paul Delorey | 514  | 60,83 % |
|                                        | Vince McKay  | 329  | 38,93 % |
| Total                                  | Total        | 843  | 99,76 % |

### Élection de 2003
| Élection générale ténoise de 2003 (en) |              |             |             |
| [ 2 ]                                  | Nom          | Vote        | %           |
|                                        | Paul Delorey | Acclamation | Acclamation |

### Élection de 1999
| Élection générale ténoise de 1999 (en) |                  |      |         |
| [ 3 ]                                  | Nom              | Vote | %       |
|                                        | Paul Delorey     | 270  | 33,75 % |
|                                        | Joanne Barnaby   | 210  | 26,25 % |
|                                        | Ron Courtoreille | 187  | 23,38 % |
|                                        | Rod Tordoff      | 63   | 7,88 %  |
|                                        | Jerry Morin      | 30   | 3,75 %  |
|                                        | Julien Lefebvre  | 28   | 3,50 %  |
|                                        | Ken Thomas       | 12   | 1,49 %  |
| Total                                  | Total            | 800  | 100 %   |

## Annexe